# Annahof (Kolkwitz)
Annahof, niedersorbisch Aniny dwór, ist ein Wohnplatz im Ortsteil Hänchen der Gemeinde Kolkwitz im Landkreis Spree-Neiße in Brandenburg.

## Lage
Annahof liegt in der Niederlausitz, rund sechs Kilometer südwestlich von Cottbus und zwei Kilometer südlich von Hänchen. Umliegende Ortschaften sind Klein Gaglow im Norden, Gärtnersiedlung im Osten, Klein Oßnig im Süden, Leuthen im Südwesten und Alte Siedlung im Westen. Annahof liegt an der Bundesstraße 169 und gehört zum amtlichen Siedlungsgebiet der Sorben/Wenden. Nördlich des Ortes liegen die Annahofer Teiche.

## Geschichte
Die Gründung von Annahof erfolgte 1864 durch die Aufspaltung des Rittergutes Hänchen in die drei einzelnen Güter Hänchen, Weinberg und eben Annahof. Der Ort ist im gleichen Jahr in der Topographisch-statistischen Übersicht des Regierungsbezirks Frankfurt a.d.O. als Schäfereivorwerk des Gutes Hänchen aufgelistet und hatte zu dieser Zeit zwei Wohngebäude mit 33 Einwohnern. Der Ort ist nach Anna Wendler, der Ehefrau des Ortsgründers, benannt. Bis 1952 gehörte Annahof zum Landkreis Cottbus (bis 1939 Kreis Cottbus), erst in der preußischen Provinz Brandenburg und schließlich im Land Brandenburg in der SBZ und der DDR.
Im Zuge der Kreisreform in der DDR am 25. Juli 1952 kam Hänchen mit Annahof in den Kreis Cottbus-Land. Nach der Wiedervereinigung gehörte der Ort zunächst zum Landkreis Cottbus. Am 6. Dezember 1993 fusionierten dieser und drei weitere Landkreise zum Landkreis Spree-Neiße, am gleichen Tag wurde die Gemeinde Hänchen nach Kolkwitz eingemeindet.